# Gundam: Battle Assault
Gundam: Battle Assault (ガンダム・ザ・バトルマスター2, Gundam: The Battle Master 2) est un jeu vidéo de combat développé par Natsume et édité par Bandai en mars 1998 sur PlayStation. C'est une adaptation en jeu vidéo de la série basée sur l'anime Mobile Suit Gundam et c'est le deuxième opus d'une série composée de cinq jeux vidéo de combat,.

## Série
1. Gundam: The Battle Master : 1997, PlayStation
2. Gundam: Battle Assault
3. Gundam: Battle Assault 2 : 2002, PlayStation
4. Mobile Suit Gundam SEED: Battle Assault : 2004, Game Boy Advance
5. Battle Assault 3: Featuring Gundam Seed : 2004, PlayStation 2